# فرانسیسکو روهاس
فرانسیسکو روهاس (اسپانیایی: Francisco Rojas‎؛ زادهٔ ۲۲ ژوئیهٔ ۱۹۷۴) یک بازیکن فوتبال اهل شیلی است.

## تیم ملی
وی همچنین در تیم ملی فوتبال شیلی بازی کرده‌است.